# Lom, Most
Lom là một thị trấn thuộc huyện Most, vùng Ústecký, Cộng hòa Séc.